# Glomeropitcairnia erectiflora
Glomeropitcairnia erectiflora är en gräsväxtart som beskrevs av Carl Christian Mez. Glomeropitcairnia erectiflora ingår i släktet Glomeropitcairnia och familjen Bromeliaceae. Inga underarter finns listade i Catalogue of Life.

## Bildgalleri

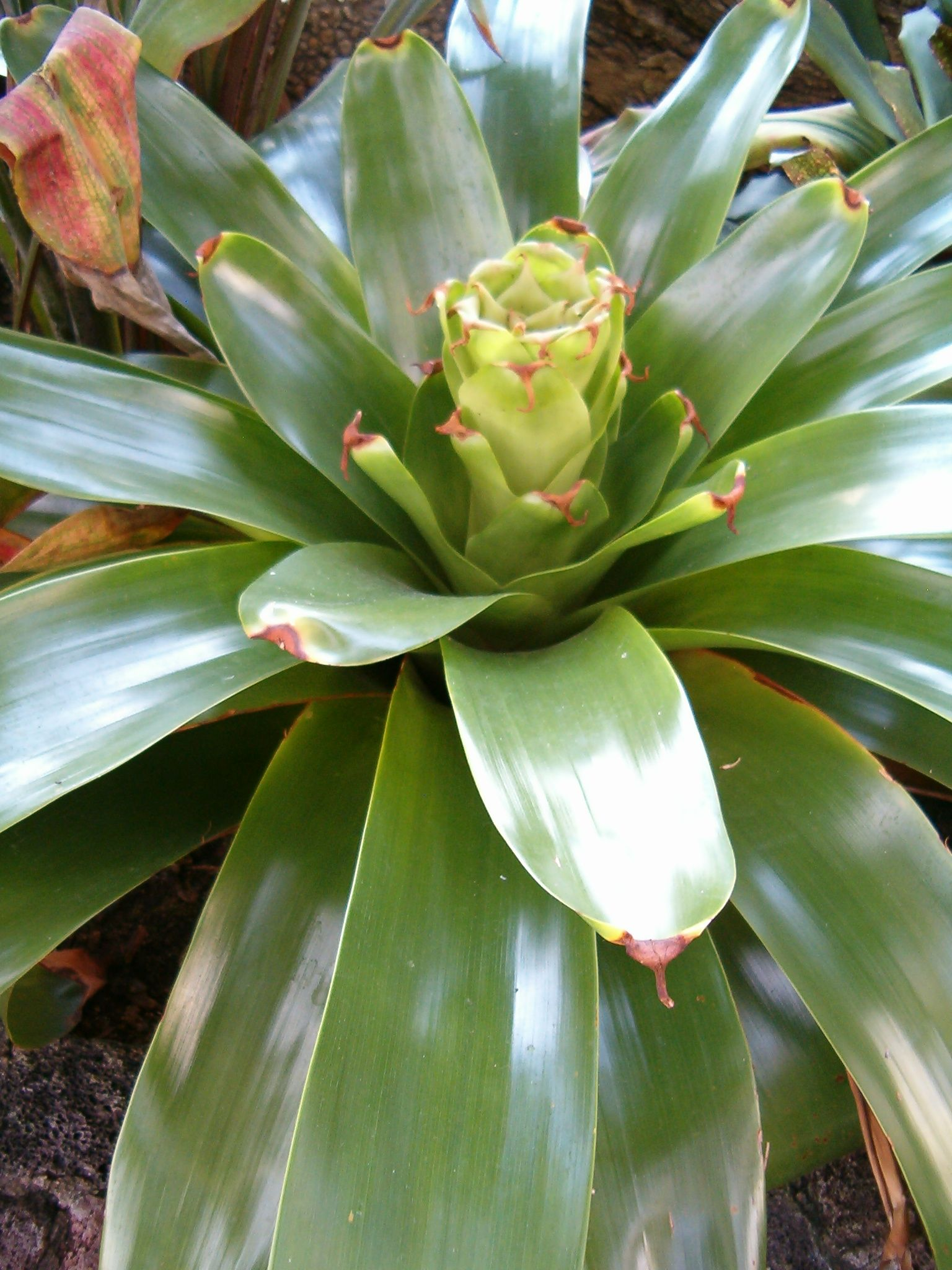
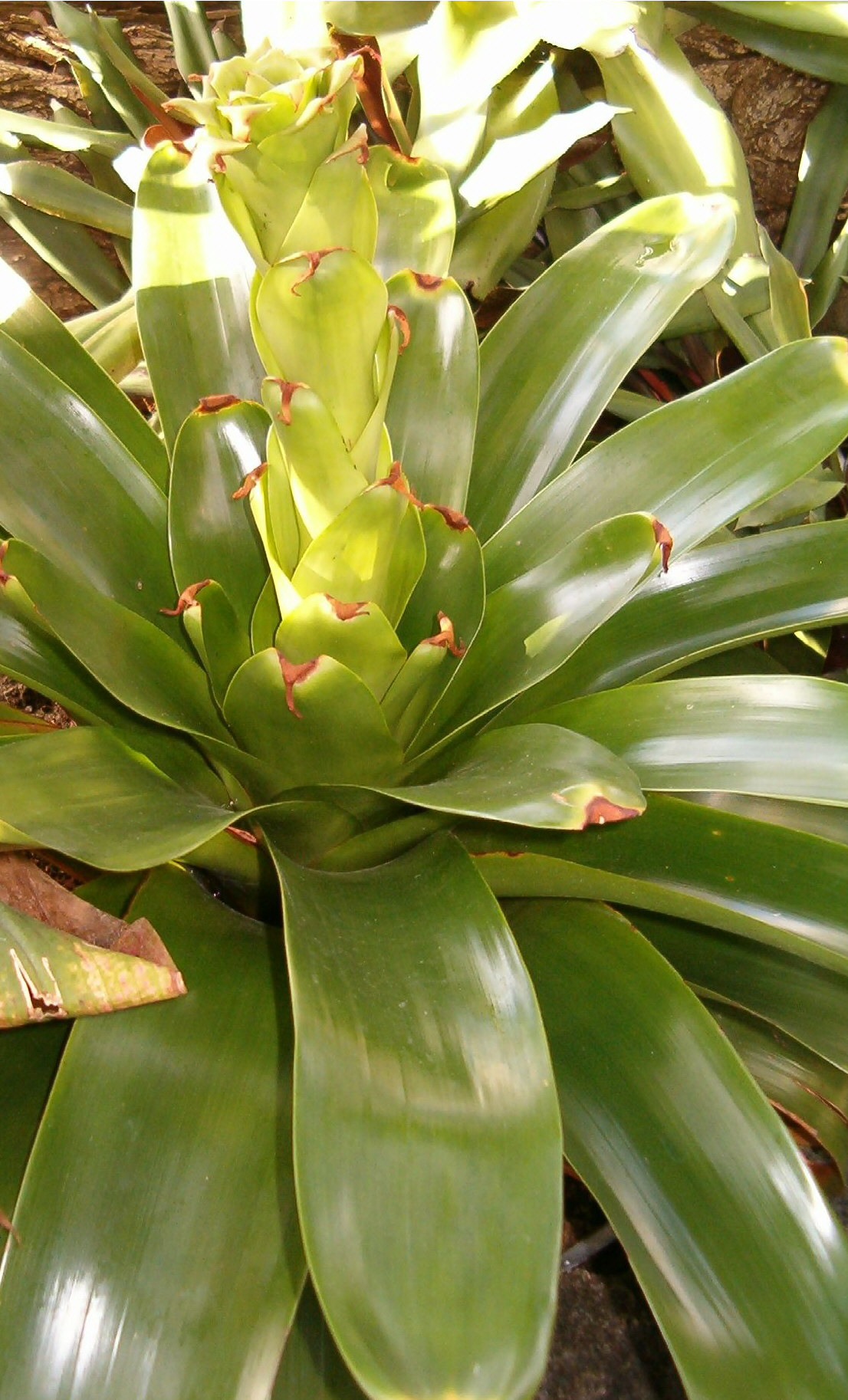
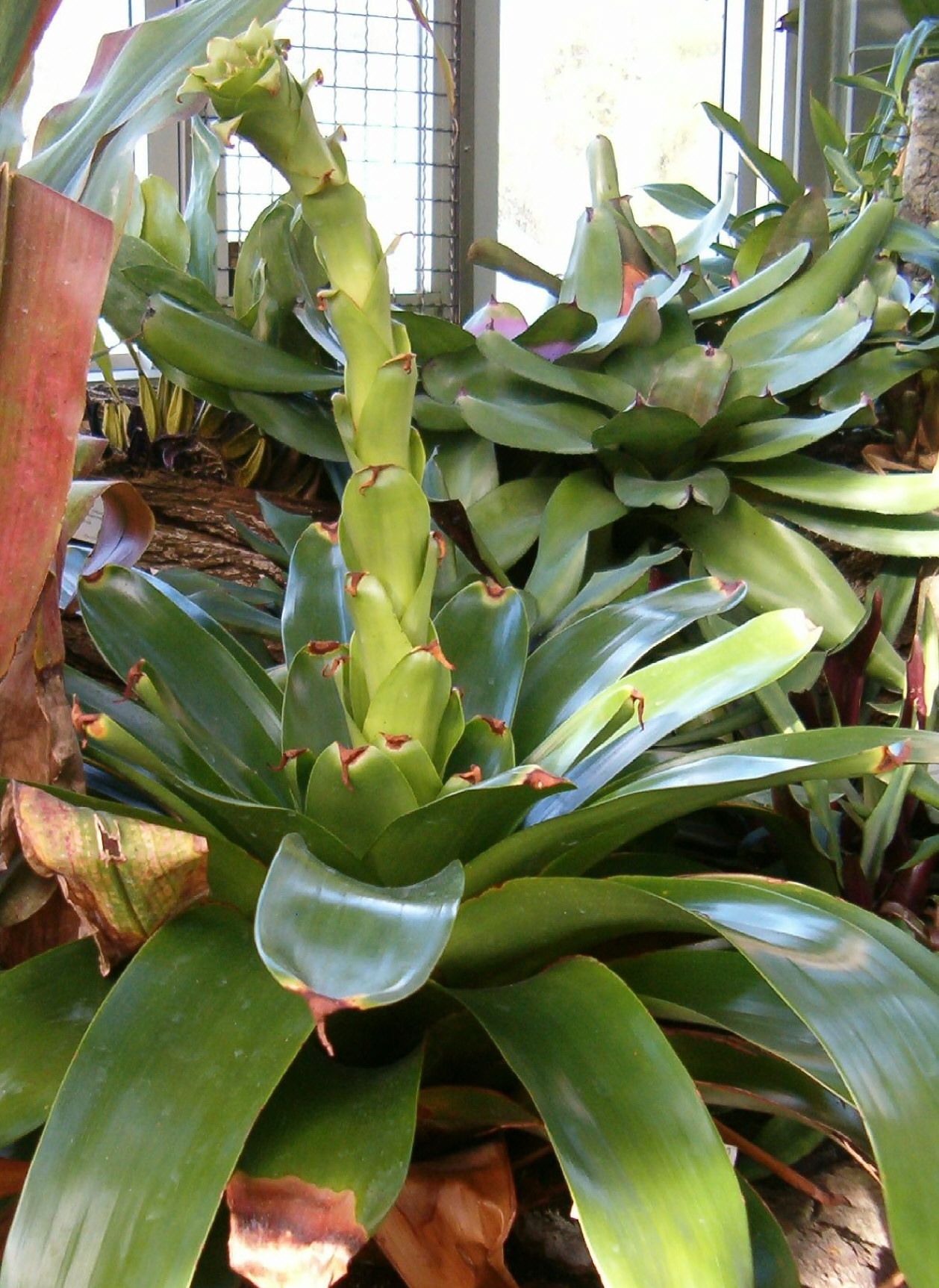
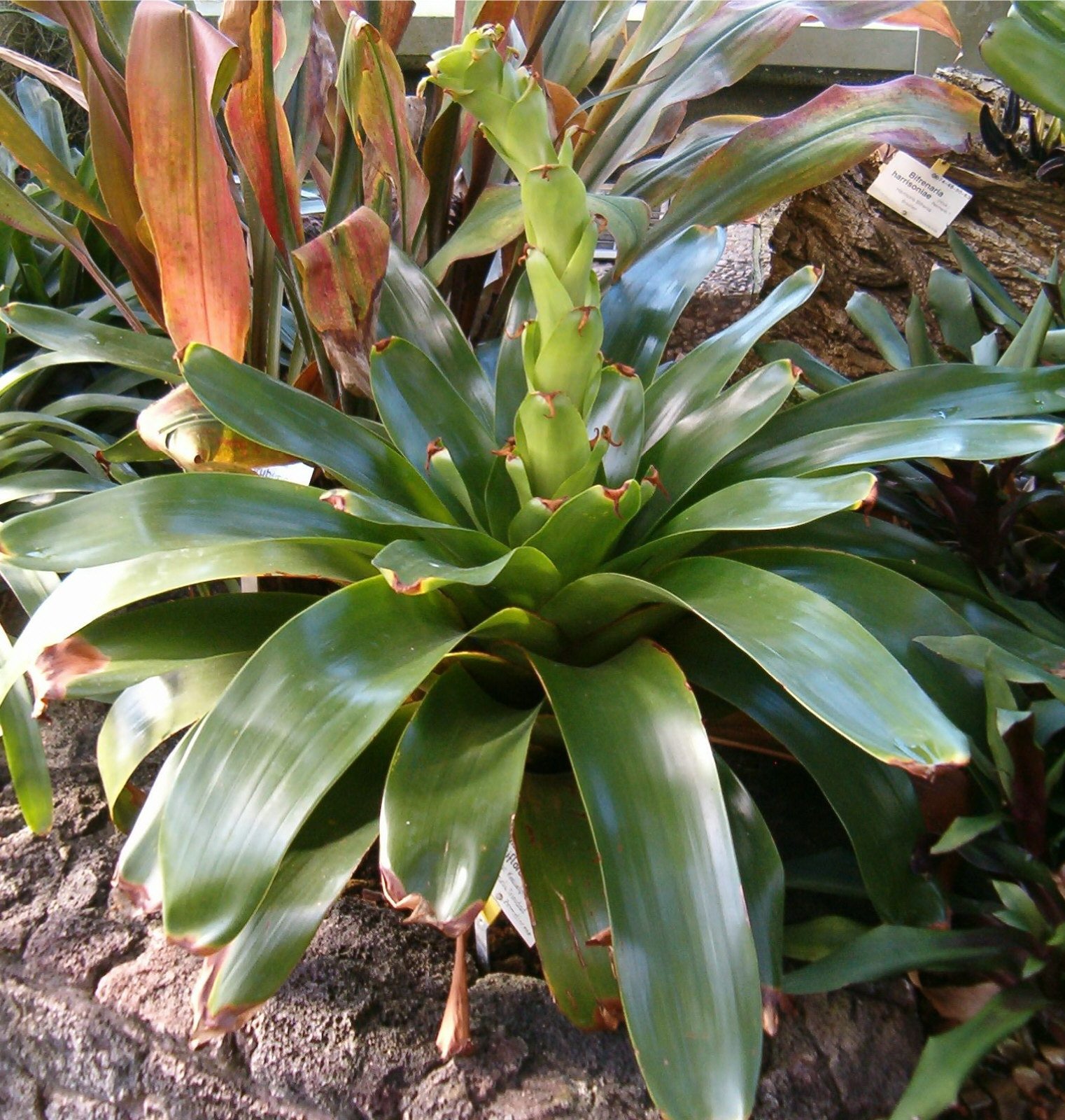
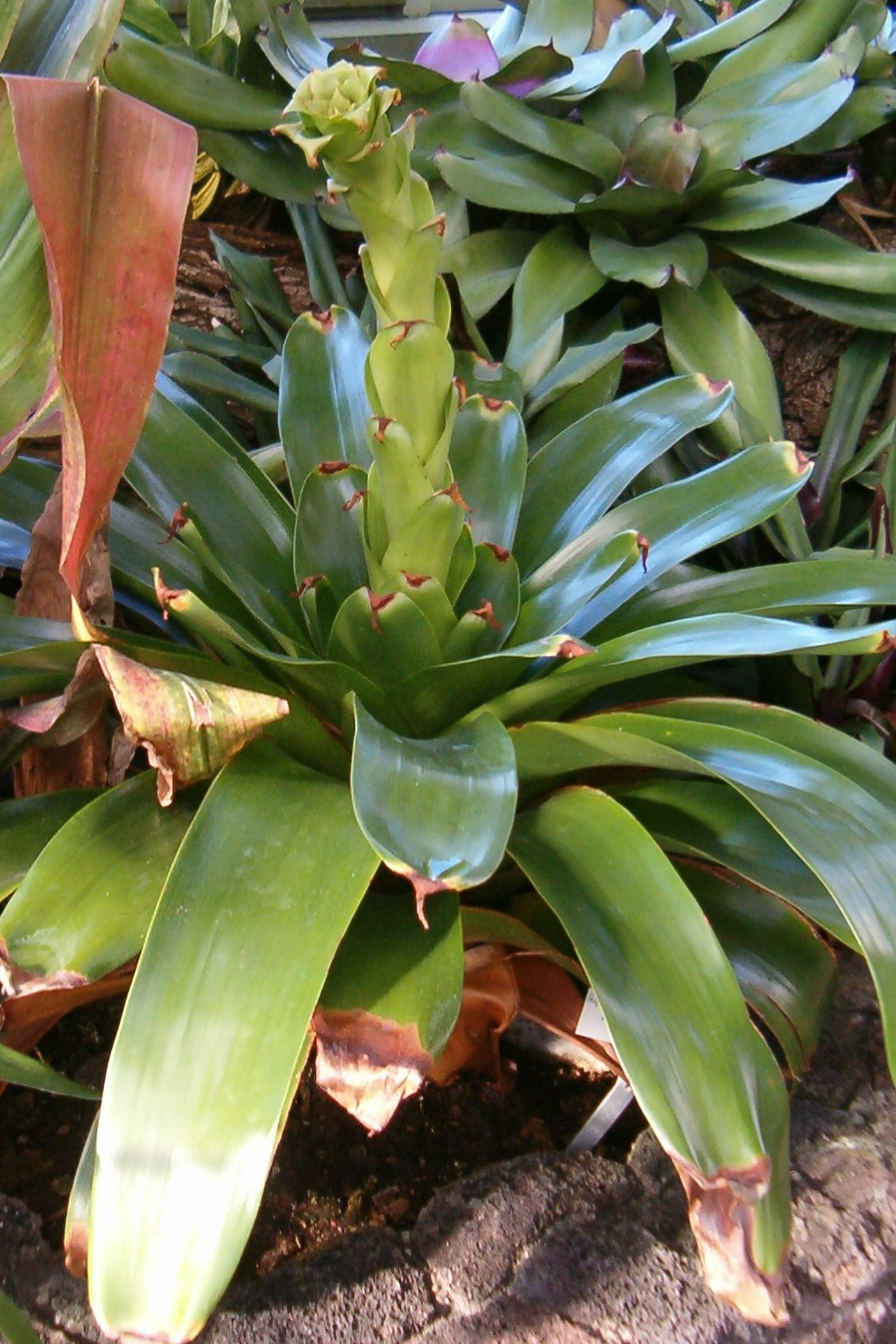